# Metal Sonic
Metal Sonic (メタル ・ソニック, Metaru Sonikku) es un personaje de ficción, una copia robótica de Sonic, en la franquicia de videojuegos Sonic the Hedgehog, y uno de los mayores enemigos y rivales de este. 

## Biografía
Durante mucho tiempo fue una creación obediente del Doctor Eggman, hasta el videojuego Sonic Heroes, donde muestra que puede desarrollar una personalidad oscura y retorcida, llegando a traicionar a su creador para cumplir su objetivo. También tiene una personalidad inestable en la que se puede ver como se contradice a sí mismo, al decir que fue creado con el propósito de destruir a Sonic (su eterno rival e "impostor") mientras alega que él mismo es el verdadero Sonic. En los eventos ocurridos en Sonic Rivals, es reprogramado y volvió a ser obediente al Doctor Eggman. Sin embargo, también ha habido momentos en que se puede pensar lo contrario de este personaje. Sobre todo, en otros medios como en la película Sonic the Hedgehog: The Movie (1996): luego de ser derrotado por Sonic, llegó a sacrificarse para salvar al Presidente y al Doctor Búho; y se dejó morir en la lava, negando la ayuda del propio Sonic, con un último comentario: "Solo puede haber un Sonic". Además, en las historias narradas de los cómics (de la etapa de Archie Comics por ejemplo) se sabe que también ha adquirido sentimientos como para llegar al punto de sacrificarse como para salvar a Sonic y Tails[cita requerida].

## Historia en los videojuegos
La primera aparición de Metal Sonic fue en Sonic CD. Era considerado como el sucesor de Mecha Sonic y Silver Sonic (prototipos que aparecieron en Sonic the Hedgehog 2 y Sonic & Knuckles para Mega Drive y Game Gear). Eggman lo crea para enviarlo al pasado y cambiarlo para así poder dominar el mundo. Más adelante, Metal Sonic secuestra a Amy Rose y aparece en el "acto III" de Stardust Speedway, donde se enfrenta a Sonic en una carrera.
Su segunda aparición fue en Knuckles' Chaotix, donde él procuraba absorber el poder de los Anillos del Caos. Primero aparece como jefe en una batalla que ocurre en el selector de niveles, luego se va con Eggman en el Anillo del Caos y posteriormente hace su aparición Mega Metal Sonic (que podría asociarse con una transformación de Metal Sonic).
Metal Sonic también era el segundo jefe en Sonic Triple Trouble, después aparece como un corredor jugable en Sonic Drift 2 y Sonic R (en este último desbloqueable). Posteriormente aparece en otros juegos como Sonic the Fighters y en Sonic X-treme (el cual se canceló).
En Sonic Adventure, al adquirir todos los emblemas se desbloqueaba este personaje que al parecer solo era como un Skin de Sonic. Mientras que en Sonic Adventure 2, él era un personaje jugable en el modo multijugador junto a otros.
Su regreso a los videojuegos como villano principal fue en Sonic Heroes, donde este presentaba una nueva imagen (Neo Metal Sonic) y nuevas transformaciones: Metal Madness y su más poderosa transformación, Metal Overlord. Es en este mismo juego donde Metal Sonic se rebela contra su creador, pero finalmente es derrotado por Sonic y los demás equipos, donde se puede ver que tras su derrota regresa a su forma original y donde su cuerpo es levantado por E-123 Omega, aparentemente ya sin energía.
En Sonic Rivals, se convierte en una aliado de Eggman Nega temporalmente. Mientras que en Sonic Rivals 2, adquiere un destacado protagonismo heroico además de ser un personaje jugable.
Metal Sonic es un personaje jugable en Sonic & Sega All-Stars Racing (PS3, Xbox 360, Wii y PC: desbloqueable solo a través de descarga en línea), en Sonic & All-Stars Racing Transformed, en Team Sonic Racing y en la serie Mario & Sonic en los Juegos Olímpicos.
En Sonic Free Riders, aparece como personaje desbloqueable y jefe final, pues estaba disfrazado de un robot miembro del Team Dark.
En Sonic Generations, Metal Sonic aparece como rival en la Era Clásica del juego (junto con Shadow en la Era Dreamcast y Silver en la Era Moderna), en la cual, él tiene considerables cambios en comparación a su versión moderna.
En Sonic the Hedgehog 4, en el "episodio II" participa como el único personaje jugable y como jefe en la trama original.
Una versión rediseñada de Metal Sonic apareció en los videojuegos de Sonic Boom, así como en su serie animada.
En Sonic Mania, aparece como jefe en Stardust Speedway, en una carrera a muerte.
En Sonic Forces, aparece como jefe, aumentando su tamaño, y Sonic junto al Avatar deben derrotarlo.
Metal Sonic tuvo una aparición en Sonic Colors: Ultimate.
Su actual ultima aparición fue en Sonic X Shadow Generations, con su forma Metal Overlord y teniendo el rol de jefe el cual Shadow tendrá que derrotar.

## Transformaciones
Como cuando Sonic se transforma en Super Sonic, Metal Sonic también tiene la capacidad de transformarse, pero no siempre con el uso de las Esmeraldas del Caos:
- Mega Metal Sonic: En Knuckles' Chaotix, Metal Sonic se transforma en un gigantesco robot rojo con un cañón en su torso (usando el poder de las "Chaos Rings"). A pesar de que se llena de un gran poder es derrotado fácilmente por Knuckles y compañía. En Sonic Mania, versión 1.04 de la PlayStation 4, en la fase final del jefe se sustituye la pared con púas que se mueve. En vez de eso, el Dr. Eggman le da el Rubí Fantasma a Metal Sonic que con el poder de esta se transforma.

- Neo Metal Sonic: En Sonic Heroes, Metal Sonic aparece con un aspecto diferente: posee más espinas con bandas blancas en estas, brazos y piernas, con púas en muñecas, tobillos, cintura y mejillas, zapatos en punta y llevando una capa en la cintura de color gris metálico. Puede hacerse metal líquido y cambiar de aspecto (Eggman). Se cree que esta nueva apariencia se debe a que Metal Sonic accedió al poder de Chaos como nueva fuente de energía.

- Metal Madness: Neo Metal Sonic, luego de adquirir los datos de Shadow (la forma de vida suprema), los Chao y la rana Froggy de Big (la cual se fusionó temporalmente con Chaos), puede acceder y controlar el poder del caos a su voluntad, adquiriendo la forma de un enorme dragón robótico, reconstruyendo su cuerpo con mecanismos y naves de la flota de Eggman. Posee un brazo a modo de pinza lanzallamas, otro con garras proyectiles y una cola con púas perseguidoras. Esta fase es intermedia e incompleta por lo que tiene puntos débiles que cambia de color para evitar los diferentes ataques (fuerza, vuelo y velocidad).

- Metal Overlord: Metal Madness termina su transformación con Metal Overlord: le brotan alas y sus garras crecen considerablemente, teniendo una gran variedad de poderes electrónicos. Puede usar el Chaos Control, tiene una considerable fuerza y velocidad, y su defensa es tan alta que solo los ataques especiales de alguien que ha absorbido el poder de las Esmeraldas del Caos parece afectarle. Parece ser el enemigo final más poderoso aparecido hasta el momento, requiriendo ser vencido por Super Sonic, Super Knuckles y Super Tails transformados con las Esmeraldas.

## Otras versiones de Metal Sonic
- Metal Sonic 3.0: La versión robótica de Metal Sonic creada por Eggman Nega, aparece en Sonic Rivals 2 enfrentándose al Metal Sonic original.

## En cómics
En los "Archie Comics" de Sonic the Hedgehog, hay varias versiones de Robo Sonic y Mecha Sonic en las que siempre tienen dos ojos. En un cómic, Sonic se convirtió en una versión de Metal Sonic al ser una víctima del robotizador, volviéndose un esbirro del Dr. Robotnik. Más tarde, Knuckles se convertiría en Metal Knuckles (conservando sus recuerdos) y lo vencería. Luego volverían a su estado normal. Se lo suele llamar Mecha Madness o Mecha Overlord (aunque Mecha Sonic es otro personaje robot distinto).

## Otros personajes robóticos
Existen otras versiones robóticas destacadas (similares a Metal Sonic) basadas en diferentes personajes, también creadas por el Dr. Eggman:
- Metal Mario: Originalmente, una versión robótica y antagónica de Mario fue considerada por Nintendo y Sega para la serie Mario & Sonic en los Juegos Olímpicos. Sin embargo, nunca llegó a usarse.

- Metal Knuckles: Una versión robótica de Knuckles que apareció en Sonic R, posee algunos de los rasgos más característicos de Metal Sonic (ojos, propulsor trasero, etc).

- Tails Doll: A diferencia de Metal Sonic y Metal Knuckles, tenía el aspecto de un peluche robótico similar a Tails con una antena en punta roja (parecida a una joya) en su cabeza. Su única aparición fue en Sonic R.

- Amy Doll: Al igual que Tails Doll, era una versión de peluche robótico de Amy Rose. Su única aparición fue en Sonic Mania.

## En otros medios
Los Metal Sonic aparecen al final de Sonic 3, la película (2024), donde atacan a Sonic y son destruidos por Amy Rose.